# Уничтожение конвоя «Хитати-Мару»
Уничтожение конвоя Хитати-Мару (яп. 常陸丸事件) — морской бой в ходе Русско-японской войны, произошедший 2 (15) июня 1904 года. Русский Владивостокский отряд крейсеров в составе 3-х кораблей: «Россия», «Громобой» и «Рюрик» перехватил и уничтожил японский военный конвой из трёх транспортов с войсками и орудиями для японской армии, осаждающей Порт-Артур.

## Ход событий
12 июня 1904 года русская владивостокская эскадра в составе 3-х крейсеров: «Россия», «Рюрик» и «Громобой» вышла из Владивостока и отправилась в Цусимский пролив с целью нарушить транспортные перевозки японцев в этом районе. 15 июня отряд встретил японский транспорт «Хитати-Мару» водоизмещением 6175 тонн, на борту которого находились 1095 солдат и офицеров, 120 человек судового экипажа и 320 лошадей, в том числе 727 человек 1-го резервного полка императорской гвардии Японии и 359 человек из 10-й дивизии Имперской японской армии. Капитаном судна был англичанин, состоявший на службе у японской компании. Эти войска перевозились из Хиросимы в Маньчжурию. Там же шёл транспорт «Садо-Мару» почти такого же водоизмещения, на борту которого находилось 1258 человек, в том числе 867 членов железнодорожного инженерного батальона, полный телеграфный парк, 21 понтон и 2 тысячи тонн риса. Оба судна перевозили большое количество боеприпасов и оружия, наиболее важными из которых были восемнадцать 280 мм осадных гаубиц, запрошенных Третьей японской армией, для осады российских укреплений в Порт-Артуре.
В противоположном направлении двигался транспорт «Идзуми Мару», который перевозил больных и раненых с фронта обратно в Японию.

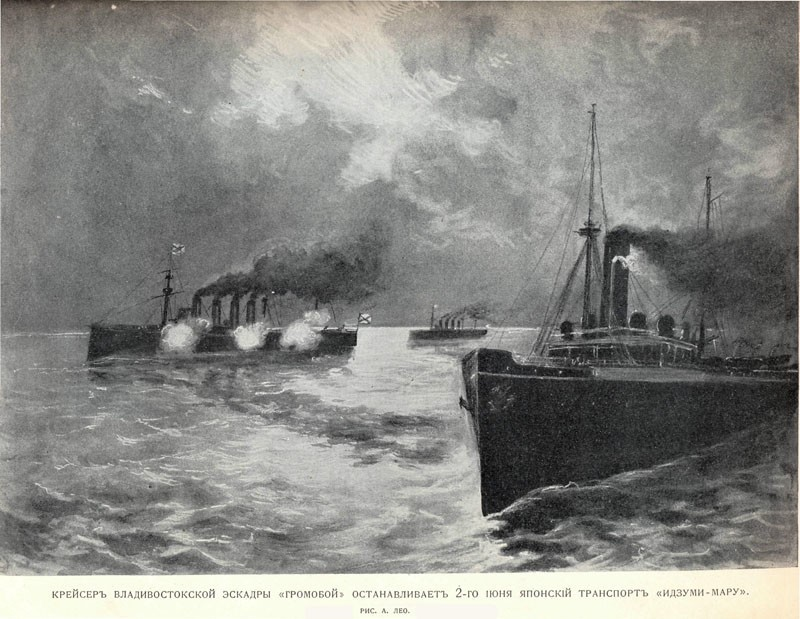
Крейсер Громобой останавливает японский транспорт Идзуми-мару

Около 9 часов утра «Громобой» открыл огонь по «Идзуми Мару», убив и ранив более 30 человек, прежде чем японский транспорт остановился и сдался. Около 100 больных и раненых были сняты с него, а затем он был затоплен с теми, кто отказался сдаться на борту. Вскоре с востока показались ещё два больших военных парохода, шедших без охранения. 

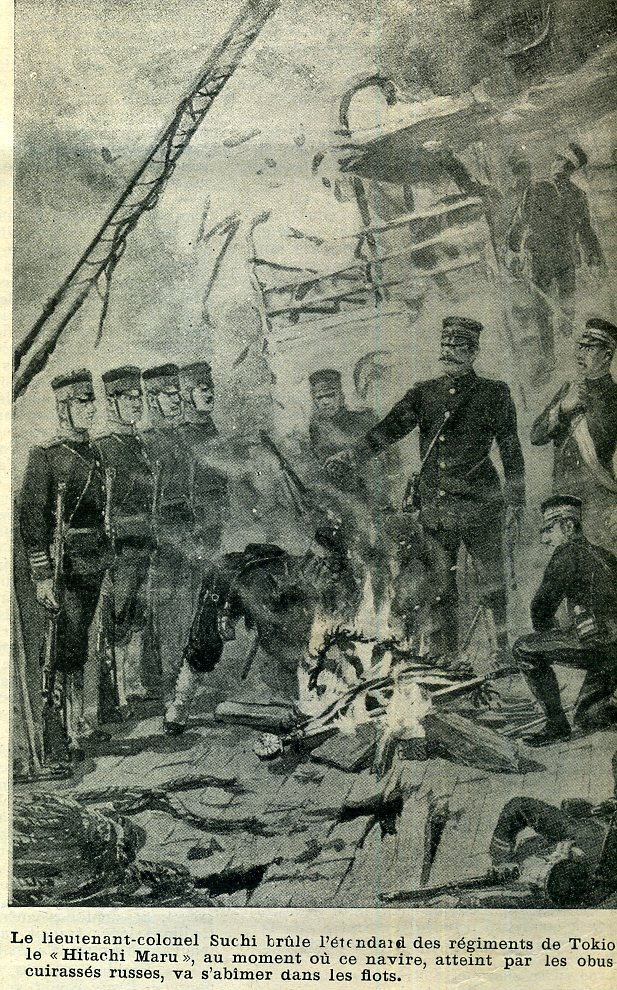
Подполковник Сучи сжигает полковой флаг Гвардии на Хитати-Мару

Первый транспорт «Хитати-Мару» также был потоплен «Громобоем». Крейсер подошел к транспорту, у которого не было никаких признаков намерения сдаться. «Громбой» открыл огонь из всех пушек, убив многих людей на палубе, включая британского капитана и старших членов экипажа, после чего «Хитати-Мару» затонул. Из 1330 человек на борту Хитати-мару, выжило лишь около 150. Второй транспорт «Садо-Мару» после предупредительных выстрелов с «Рюрика» остановился. Русские предложили японским офицерам перейти на крейсер. Японцы категорически отказались. На пароходе началась паника: шлюпки спускались японцами неумело и у борта переворачивались, несмотря на полное отсутствие волны и ветра. Время шло, на месте происшествия могли появиться японские крейсера, а на «Садо-Мару» продолжалась умышленно затянутая суматоха. Командующий отрядом крейсеров приказал транспорт потопить. «Рюрик» выпустил две торпеды в «Садо Мару», которые взорвались, убив 239 человек экипажа, но корабль не затонул и затем дрейфовал в течение 30 часов, пока не сел на мель у острова Окиносима.

## Последствия

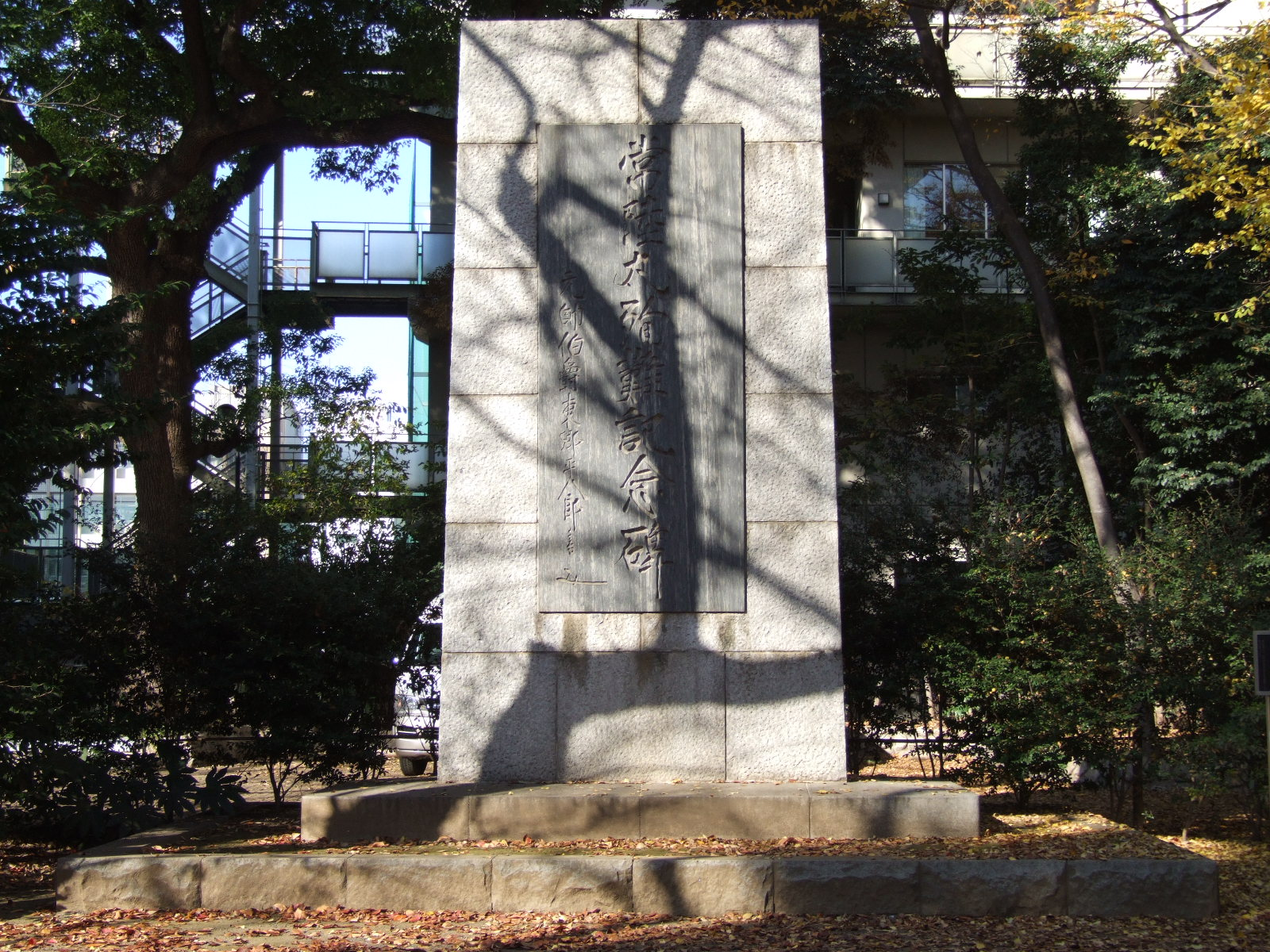
Японский мемориал жертвам боя на территории храма Ясукуни в Токио

Результатом июньского рейда Владивостокского отряда крейсеров стало потопление ещё нескольких японских судов, а также захват английского торгового судна «Аллантон». Поход русских крейсеров в Цусимский пролив явился первым за войну проникновением их в район весьма оживленных и важнейших для противника морских коммуникаций. Броненосные крейсера отряда адмирала Камимуры не смогли помешать проведению этой набеговой операции. Она вызвала в Японии недовольство действиями своего морского командования. Атака была серьезным ударом по японскому общественному духу. Мемориал погибшим был установлен на территории храма Ясукуни в Токио, а на кладбище Аояма была построена массовая могила, посвященная Имперской гвардии.
В конце июня отряд русских миноносцев обстрелял корейский порт Вонсан, в котором в то время находились многочисленные японские войска. В последующем Владивостокский отряд крейсеров совершал набеговые операции не только в Японском море, но и выходил в Тихий океан для действий против восточного побережья Японии. Действия русских крейсеров со стороны Тихого океана были полной неожиданностью для противной стороны.